# Nagygyörgy Sándor
Nagygyörgy Sándor (Nyíregyháza, 1933. július 3. – Budapest, 1993. szeptember 9.) festő- és fotóművész.

## Életpályája
Gyermekéveit Hódmezővásárhelyen töltötte. 1951-ben érettségizett a Bethlen Gábor Gimnáziumban. 1951-1953 között a szegedi Pedagógiai Főiskola földrajz-rajz szakos diákja volt. 1953-1959 között a Magyar Képzőművészeti Főiskola festő szakán tanult, ahol Bernáth Aurél és Kmetty János tanították. 1960-tól a Művészeti Alap tagja volt. 1968-tól készített fényképeket. 1970-től a Magyar Fotóművészek Szövetségének tagja volt. 1976-ig szabadfoglalkozású festő- és fotóművész volt. 1977-től haláláig a Nimród vadászlap munkatársa volt. 1978-1979 között a Fiatal Fotóművészek Stúdiójának művészeti vezetőjeként dolgozott. 1981-től a Nemzetközi Természetfotós Szövetség alelnöke, valamint az Országos Magyar Vadászati Védegylet tagja volt.
Sírja a Farkasréti temetőben található. Mártélyon 2013. július 20-án avatták fel az emlékére készült emlékszobrot, mely lánya, Nagygyörgy Ágnes szobrászművész műve.
Emlékére alapították a Nagygyörgy Sándor-díjat.

## Kiállításai

### Egyéni
- 1974 Budapest, Bonn
- 1975 Bukarest
- 1976 Balmazújváros
- 1979, 1987-1988, 1994 Budapest
- 1980 Újdelhi

### Csoportos
- 1971, 1987 Budapest

## Könyvei
- Zsákmány (1994)
- A Kis-Balaton varázsa (1999)
- 300 kép az életműből (2007)

## Fotói
- A szélmolnár (1966-1969)
- Egy szitakötő születése  (1968)
- Világvége (1970)
- Dámbika (1971)
- Háromkirályok (1973)
- Őzsuta gidákkal (1982)

## Díjai
- a Magyar Fotoriporterek Kamarájának nagydíja (1993)